# René García Villegas
René Orlando García Villegas (Puerto Varas, 9 de mayo de 1917-Temuco, 30 de octubre de 1998) fue un abogado y juez chileno, miembro del Poder Judicial de Chile.
Fue magistrado del Poder Judicial chileno entre los años 1969 y 1990. Se formó como abogado en la Universidad de Chile y obtuvo el grado de doctor en jurisprudencia de la Universidad de Loja. 
Entre los años 1987 y 1990, desempeñándose como juez titular del Vigésimo Juzgado del Crimen de Santiago de Chile, sustanció más de 350 casos de tortura en contra del organismo de seguridad del régimen militar chileno llamado Central Nacional de Informaciones (CNI). En dicha labor, fue oficialmente y a través de los medios de comunicación, en momentos en que la tortura era sistemáticamente negada por los personeros de gobierno, la primera autoridad chilena en reconocer la tortura como sistema de represión permanente en contra de los ciudadanos.
Fue exonerado de su cargo en el último trimestre del régimen militar del General Augusto Pinochet Ugarte, en el mes de enero de 1990, acusado de faltas graves a la integridad de un juez de la República. Por esto, y por su permanente lucha y voz de denuncia, recibió el reconocimiento de diversas organizaciones chilenas y extranjeras, destacando entre ellas el Colegio de Abogados de Chile, del que fue distinguido como miembro honorario y vitalicio; la ciudad de Washington EE.UU., donde recibió las llaves de la ciudad y fue declarado visita ilustre; y la primera dama de Francia Danielle Mitterrand (viuda del en ese entonces presidente François Mitterrand) entre otros y fue elegido también el año 1991 como Presidente Honorario del Comité Nacional de Exonerados Políticos de Chile.
En marzo de 1990 publicó el libro autobiográfico Soy Testigo, en el que abordó 3 tópicos: «Dictadura - Tortura - Injusticia», dando a conocer detalles de los procesos que en el ejercicio de su cargo le tocó conocer. Con él se ubicó durante 18 semanas en el primer lugar en ventas de libros en Chile.
El año 1992 fue distinguido como Juez representante del Tribunal Internacional de Bruselas en Chile, en el que se sustanció un proceso simbólico por crímenes de lesa humanidad y genocidio en contra de Augusto Pinochet y su régimen.

## Inicios en el Poder Judicial
René García ingresó al Poder Judicial en el año 1968, para desempeñarse en el cargo de Secretario del Segundo Juzgado de Letras de Calama, en la II Región de Antofagasta en Chile. 
El año 1969, luego de presentarse la plaza de Juez Titular accedió al cargo designado por la Corte Suprema. En esa región del país, y en esos años, la judicatura era un puesto social, además de administrativo; por lo que García Villegas ocupó un lugar destacado en la vida social de la zona. Sustanció procesos de importancia y connotación y destacó en el ejercicio de sus funciones, siendo calificado año a año en Lista 1, es decir, de desempeño sobresaliente.
En 1971 postuló a la plaza de Juez Titular de Villarrica, Juez de Mayor Cuantía, de Letras, de Menores y de Indios, en la Región de la Araucanía, a 760 km al sur de la ciudad de Santiago cargo al que fue asignado en el mes de julio. En su cargo de juez titular se produjo el Golpe de Estado del 11 de septiembre de 1973, en el cual las Fuerzas Armadas se alzaron en armas y derrocaron el gobierno constitucional de Salvador Allende Gossens, asumiendo la conducción del país una Junta Militar de Gobierno conformada por los Comandantes en Jefe de las Fuerzas Armadas y Carabineros.
Ejerció el cargo hasta el año 1980, fecha en la cual fue trasladado a la ciudad de Santiago, primera plaza judicial de Chile, y asiento de corte, siendo designado al Vigésimo Juzgado del Crimen de Santiago.

## Vigésimo Juzgado del Crimen
A partir de 1980 el Magistrado René García se debió desempeñar como Juez del Vigésimo Juzgado del Crimen, Tercera Categoría del Escalafón Primario del Poder Judicial Chileno. Fue a partir de una reasignación de zonas de los tribunales de justicia de Chile, el año 1987, que García Villegas tuvo dentro de su jurisdicción un Centro de Detención de la Central Nacional de Informaciones CNI, ubicado en la calle Borgoño en la comuna de Recoleta; que resultó ser centro neurálgico de tortura y asesinato de opositores del régimen militar chileno.
Casos emblemáticos como el del joven Pablo Yuri Guerrero y de la dirigenta política Carmen Gloria Quintana pasaron por el despacho del juez García. Denuncias por desapariciones, detenciones ilegales, torturas y apremios ilegítimos se convirtieron en pan de cada día en la sala actuaría el Vigésimo Juzgado del Crimen.
A partir del conocimiento de estas causas fue que el Magistrado obtuvo connotación pública y también política. Las diligencias para investigar los autores del los supuestos ilícitos o para dar con los eventuales detenidos ilegales fracasaban continua y permanentemente. 
A través de oficios el juez exhortaba a los distintos entes de seguridad, Carabineros de Chile, Policía de Investigaciones, CNI, para hacer comparecer a los supuestos implicados en los procedimientos, y no obtenía respuestas o los comparecientes guardaban silencio amparándose en órdenes superiores ni portaban documentos que comprobaran su identidad.
Luego al oficiar a los superiores estos ignoraban la figura del Juez del Crimen y exigían que los procesos pasaran a la vista de los Juzgados Militares.
La gran mayoría de estos casos, por disposición de la Corte Suprema pasaron a competencia de los Tribunales Militares y finalmente fueron sobreseídos y en su mayoría se cerraron por falta de antecedentes.

### Sanciones disciplinarias y las amenazas de muerte
Producto de los desesperados llamados y peticiones de justicia de los cientos de familiares de las víctimas del régimen, se dio la situación que los medios de comunicación comenzaron a interiorizarse de los hechos y a informarlos a la opinión pública. Muchos medios de comunicación fueron perseguidos, sus directores detenidos e incluso torturados, y muchos otros fueron directamente cerrados.
Los medios que lograron permanecer abiertos, ya sea con benefactores extranjeros, o con recursos propios se transformaron en baluartes de la libertad de expresión en Chile; y continuaron dando primero tímida, y luego abierta y directamente cobertura cada vez más amplia a los hechos que en el país acontecían. Entre ellos destacan medios escritos como los semanarios El Siglo y Punto Final, y los diarios La Época y Fortín Mapocho, y las revistas Apsi y Cauce entre otros. 
A este último el juez García Villegas concedió su primera entrevista extensa, afirmando en una frase que se convirtió en portada, «Sí, en Chile se tortura», publicación que dio la vuelta al mundo y que le valió al magistrado su primera sanción disciplinaria por lo que la Corte Suprema calificó como «violación del secreto de sumario», apoyándose en la afirmación genérica que en la entrevista el juez realizaba. La sanción consistente en una amonestación por escrito acordada en pleno por los ministros de la corte no acalló la palabra de García, que cada vez alcanzaba mayor resonancia en el medio nacional e internacional.
Inmediatamente a continuación de la entrevista el Juez comenzó a recibir amenazas de muerte en su domicilio, primero a través de llamadas telefónicas y luego a través de notas confeccionadas con recortes de diarios. Esto valió un recurso de protección del magistrado a la Corte Suprema, que derivó en el dictamen de otorgar protección policial permanente, lo que fue interpretado por sus partidarios como «una medida de control» más que de protección hacia su persona.
A partir de 1988 la vida de García Villegas cambió radicalmente. La prensa lo acosaba para obtener declaraciones respecto a los casos de tortura; se le consultaba por su opinión respecto a otros casos y situaciones que se presentaban en el país; recibía continuas muestras de apoyo y cariño pero también de rechazo de la gente en la calle; sus superiores jerárquicos en la Corte Suprema lo mantenían presionado con advertencias de nuevas sanciones si continuaba su «conducta inapropiada» y recibía continuas amenazas de muerte de origen desconocido, en primera instancia en su domicilio y luego amenazas de bomba en su despacho judicial y en contra de personas de su familia.
Pese a los intentos desde diversas fuentes para acallarlo, el juez soportó estoico, continuó intentando hacer justicia a cualquier precio, concurrió personalmente a visitar a familiares de torturados y les brindó esperanza y consuelo, insistió en la figura de la independencia del juez, en la cual un ente que imparte justicia no puede ser presionado por ningún elemento ni externo ni interno a su organismo, y buscó por todos los medios lo que él consideró «justicia».
Fue así como se ganó de sus superiores nuevas amonestaciones, específicamente dos: una amonestación por escrito por sus dichos esta vez a Diario La Tercera y una suspensión, de 15 días de sus funciones por una declaración que se pretendió fuera utilizada en la Franja del «NO» para el plebiscito nacional de Chile de 1988, la cual fue censurada y motivó al comando del «NO» a no emitir su fracción de franja que correspondía a ese día. 
Fue durante esta sanción, que recibió en su domicilio la visita y el apoyo de los Magistrados de la Corte de Apelaciones de Santiago Hernán Correa de la Cerda, Luis Correa Bulo y José Benquis, todos miembros de la Asociación Nacional de Magistrados, quienes a raíz de esta situación también fueron sancionados por la Corte Suprema.
Producto de estas medidas disciplinarias tomadas en su contra, en el mes de enero del año 1989 el magistrado fue calificado en la evaluación anual de los miembros del poder judicial en lista 3, considerando su desempeño como «deficiente». En la práctica esto significaba un retraso de a lo menos 3 años en la carrera funcionaria, truncándose así, a sus 72 años, el siguiente paso natural a ministro de Corte de Apelaciones, constituyente de la Segunda Categoría del Escalafón Primario del Poder Judicial.

### Salida del Poder Judicial
Persecución política desde muchos sectores de gobierno fue lo que René García debió enfrentar. Declaraciones en su contra de Jueces Militares, Ministros de Corte e incluso del Ministro de Justicia intentaron dañar irreparablemente la figura del magistrado.
A pesar de todo el juez continuó su labor, interrogando, indagando, ordenando detenciones, y haciendo público un hecho que él calificó como «terrorismo de Estado» y que comparó con el genocidio nazi de Adolf Hitler. Una mañana de 1989 recibió en su despacho ubicado en calle Compañía # 1325 de la ciudad de Santiago una llamada internacional, más precisamente desde Europa, de las dependencias de Radio Exterior de España para averiguar de sus dichos acerca de la tortura en Chile. García Villegas atendió la llamada y contestó lo mismo expresado en publicaciones nacionales, afirmando que en Chile se tortura, y que los autores eran los organismos de seguridad del Régimen vigente. A raíz de esta entrevista de 120 segundos el Juez fue sancionado nuevamente con una medida disciplinaria, esta vez la suspensión de 30 días de sus funciones.
A pesar de que durante el año 1989 el juez, entendiendo la importancia de su labor, mantuvo un bajo perfil, fue a raíz de esta entrevista a este medio extranjero que la Corte afirmó que el juez continuaba dañando «injustificada e irreparablemente la imagen del Poder Judicial» y lo calificó nuevamente en lista 3, exigiéndole así por estatutos, y con un Decreto firmado por el Augusto Pinochet presentar su renuncia a la magistratura del tribunal. Lo que García Villegas forzadamente concretó el 31 de enero de 1990, a soló 39 días del restablecimiento de la democracia en Chile.
Por otra parte, el 6 de diciembre de 1988, recibió la distinción "Monseñor Óscar Romero", por su activa defensa de la paz, de la justicia, la no violencia y los derechos humanos. Esta distinción fue entregada por Domingo Namuncura, coordinador nacional del Servicio Justicia y paz. El reconocimiento también lo recibieron en esa ocasión, el obispo metodista Isaías Gutiérrez Vallejos y la trabajadora social Mónica Jiménez.

## Años posteriores

### Soy Testigo
Decepcionado y dolido por la falta de justicia en Chile, en el mes de marzo de 1990 René García Villegas editó un libro que tituló Soy Testigo, en el que se explayó notablemente en las atrocidades del recién concluido régimen militar chileno. El texto, consistente de tres capítulos: «Dictadura», «Tortura» e «Injusticia» se convirtió rápidamente en un best seller ocupando por 18 semanas el primer lugar en ventas de libros en Chile, y manteniéndose además durante 54 semanas dentro de los 10 títulos más populares del país.
La publicación, y su sacrificio motivaron un sinnúmero de reconocimientos nacionales e internacionales. Recibiendo permanentes invitaciones de grupos gubernamentales y Pro-Derechos Humanos tanto de América latina, como de Europa y Norteamérica. Fue invitado a dictar charlas y participar en seminarios en Madrid, Barcelona, Sevilla, París, Aix-en-Provence, Roma, Florencia, Londres, Washington, Nueva York, Montreal, Quebec, Otawa, entre otras. Fue distinguido con honores y dignidades: Visita Ilustre de la ciudad de Washington, Doctor Honoris Causa de la Universite du Quebec, Representante en Chile del Tribunal Internacional de Bruselas (dignidad que finalmente declinó por considerar que podría politizar su postura).

### Infarto al corazón
El 4 de mayo de 1990 René García Villegas sobrepasado por las presiones, amenazas y persecuciones políticas sufrió un severo infarto al miocardio, que lo tuvo al borde de la muerte y lo obligó a someterse a una operación a tajo abierto para colocar 2 by-pass a su corazón y permitir así que siguiera viviendo. Durante los 40 días que permaneció internado en el Hospital Clínico de la Universidad Católica de Chile recibió la visita y solidaridad de casi todos los sectores del país. 
Se debió disponer de medidas especiales de seguridad para mantener alejada a la prensa y los curiosos de la habitación de René García. Se habilitó además un libro de adhesión en el salón de recepción y en él estamparon su firma destacadas personalidades del quehacer nacional, entre los que se cuentan Ricardo Lagos, Andrés Zaldívar, Eduardo Castillo Velasco, Sergio Campos, Anselmo Sule y Sola Sierra, entre muchos otros.

### Retiro de la vida pública
En febrero de 1991, el Informe Rettig, y su comisión Verdad y Reconciliación terminaron por desilusionar completamente al juez. En su opinión, y como sostuvo en numerosas entrevistas, «a la comisión se le cayó la palabra justicia, y se le cambió por la palabra reconciliación. Dígame Ud. ¿cómo puede haber reconciliación sin justicia?» [sic]. 
Aún convaleciente, el magistrado continuó dando a conocer a la opinión pública las atrocidades que se cometieron, y que en algunos casos se seguían cometiendo con los ciudadanos. Continuó dando charlas y seminarios y concediendo entrevistas a ciertos medios, en forma cada vez más selectiva, terminando por hablar prácticamente solo con medios extranjeros. El año 1992, luego de haber trabajado intensamente por el Tribunal Internacional de Bruselas, declinó viajar a Bélgica para ocupar una testera. A fines de ese mismo año editó su segundo libro titulado Pisagua, Caín, ¿qué has hecho con tu hermano?, en el que abordó la temática del descubrimiento de osamentas ilegales en Pisagua, en el norte chileno.
René García Villegas, ya retirado del Poder Judicial, sin investidura legal, no tuvo interés en desarrollar figuración política, y declinó una invitación del Partido Radical de participar en las elecciones municipales de 1992 como candidato a alcalde por la populosa comuna de Estación Central.
Promediando el año 1993 García Villegas dejó definitivamente de conceder entrevistas y de dar opiniones políticas y se retiró decepcionado por la falta de justicia e igualdad de la vida pública.

### Enfermedad y deceso
René García Villegas se marginó definitivamente de toda actividad pública y se retiró para compartir con su familia sus últimos años de vida. El año 1997 se le diagnosticó un avanzado cáncer gástrico que lo obligó a someterse de urgencia a una cirugía para extirpar el tumor. La cirugía no tuvo el éxito esperado y García Villegas fue desahuciado. 
Falleció el 30 de octubre de 1998, en momentos en que el general Augusto Pinochet era detenido en Londres. Sus restos mortales fueron trasladados a Santiago, y hoy descansan en el Cementerio Católico.